# Otávio Müller
Otávio Müller de Sá (Rio de Janeiro, 6 de agosto de 1965) é um ator, roteirista e diretor brasileiro. Conhecido pela versatilidade em interpretar personagens no teatro, televisão e cinema, teve a carreira marcada por tipos neuróticos, excêntricos e ansiosos, sejam cômicos ou dramáticos.

## Biografia
Otávio é pai de Francisco Gadelha Gil Moreira Müller de Sá, nascido em 1995, de seu relacionamento com a cantora Preta Gil.  Também é pai de Maria Junqueira Müller de Sá nascida em 2006, e Clara Junqueira Müller de Sá, nascida em 2008, frutos de sua união com a arquiteta Adriana Junqueira Schmidt, que é mãe do ator Rômulo Arantes Neto. Otávio também é primo do cantor e compositor Cazuza.
Em 2010 dirigiu a peça Decameron: A Comédia do Sexo e o espetáculo Adorável Desgraçada da dramaturga Leilah Assumpção, um monólogo com Débora Duarte.
Otávio Müller aparece no elenco da nova ''Escolinha do Professor Raimundo'', especial em sete episódios exibido em 2015 no Canal Viva e na Rede Globo. Ele revive Baltazar da Rocha, personagem do  Walter D'Ávila, morto em abril de 1996.
Em 2017, Müller interpretou Nelson Rodrigues em uma série de quadros no Fantástico, "Nelson por Ele Mesmo".

## Filmografia

### Televisão
| Ano       | Título                                 | Papel / Função                         | Notas                                |
| --------- | -------------------------------------- | -------------------------------------- | ------------------------------------ |
| 1988      | Vale Tudo                              | Sardinha                               |                                      |
| 1989      | O Sexo dos Anjos                       | Rogério Rocha (Rogê)                   |                                      |
| 1991      | O Dono do Mundo                        | Arlindo                                |                                      |
| 1994      | Memorial de Maria Moura                | Irineu                                 |                                      |
| 1995      | Engraçadinha: Seus Amores Seus Pecados | Tinhorão                               |                                      |
| 1995      | Malhação                               | Cruzeirinho                            | Episódios: "31–35"                   |
| 1997      | Os Ossos do Barão                      | Júlio                                  |                                      |
| 1997      | Uma Janela para o Céu                  | Naldo                                  |                                      |
| 1997      | Anjo Mau                               | Dr. Caio Rocha Martins                 |                                      |
| 1998      | Dona Flor e Seus Dois Maridos          | Robato Filho                           |                                      |
| 1998      | Labirinto                              | Emiliano Martins Fraga                 |                                      |
| 1998      | Você Decide                            | —                                      | Epsisódio: "A Neta"                  |
| 1999      | Força de um Desejo                     | Ferdinando                             |                                      |
| 1999      | Andando nas Nuvens                     | Dino Israel                            |                                      |
| 2000      | Você Decide                            | —                                      | Episódio: "A Poderosa"               |
| 2000      | Você Decide                            | —                                      | Episódio: "Mamãe Querida"            |
| 2001      | Os Maias                               | Dâmaso Salcede                         |                                      |
| 2001      | A Grande Família                       | Entregador                             | Episódio: "Quanto Ganha Meu Marido?" |
| 2001      | Os Normais                             | Saulo                                  | Episódio: "Normas do Clube"          |
| 2002      | Os Normais                             | Haroldo                                | Episódio: "Questões Normais"         |
| 2002      | Desejos de Mulher                      | Tadeu Borges                           |                                      |
| 2003      | Agora É que São Elas                   | Delegado Silésio Junqueira             |                                      |
| 2003      | Carol & Bernardo                       | Horácio                                | Especial de fim de ano               |
| 2003      | Celebridade                            | Benvindo Queiroz (Queiroz)             |                                      |
| 2004–2006 | Sob Nova Direção                       | Horácio Prachedes                      |                                      |
| 2005–2007 | Os Amadores                            | Tadeu                                  | Especial de fim de ano               |
| 2006      | JK                                     | Coronel Fialho                         |                                      |
| 2007      | Paraíso Tropical                       | Cupertino Vidal                        |                                      |
| 2008      | A Grande Família                       | Juca do Batuque                        | Episódio: "Trinta Anos Esta Noite"   |
| 2008      | Três Irmãs                             | Gennaro Fortuna                        |                                      |
| 2009–2011 | Aline                                  | Rico                                   |                                      |
| 2010      | Programa Piloto                        | Magalhães                              | Especial de fim de ano               |
| 2010      | Tempos Modernos                        | Dr. Altemir Assunção da Paz (Bodanski) |                                      |
| 2011–2015 | Tapas & Beijos                         | Djalma                                 |                                      |
| 2015      | A Regra do Jogo                        | Breno Sampaio / Valkíria               |                                      |
| 2015–2021 | Escolinha do Professor Raimundo        | Baltazar da Rocha                      |                                      |
| 2016      | Alemão - Os Dois Lados do Complexo     | Doca                                   | Especial para TV                     |
| 2016      | Tá no Ar: a TV na TV                   | Pedro Paulo Haddock Pamplona           |                                      |
| 2016–2020 | Zorra                                  | Vários Personagens                     |                                      |
| 2017      | Nelson - Por Ele Mesmo                 | Nelson Rodrigues                       |                                      |
| 2017      | Cidade Proibida                        | Almir Passos da Silva                  | Episódio: "Caso Celeste"             |
| 2018      | Brasil a Bordo                         | Ele mesmo                              | Episódio: "5"                        |
| 2019–21   | Segunda Chamada                        | Carlos Carrasco                        |                                      |
| 2021      | Um Lugar ao Sol                        | Paco Valentim                          |                                      |
| 2022–     | Caldeirão com Mion                     | Jurado                                 | Quadro: “Caldeirola”                 |
| 2024      | O Jogo que Mudou a História            | Hélio                                  | Episódio: "1"                        |
| 2024      | Vidas Bandidas                         | Uallace                                |                                      |
| 2025      | Pablo & Luisão                         | Pablo Xavier                           |                                      |
| 2025      | Guerreiros do Sol                      | Coronel Nogueira                       |                                      |
| 2026      | Dona Beja                              | Alfredo Costa Pinto                    |                                      |

### Cinema
| Ano  | Título                             | Personagem                 | Notas           |
| ---- | ---------------------------------- | -------------------------- | --------------- |
| 1990 | Diário Noturno                     | —                          | Curta-metragem  |
| 1995 | Jenipapo                           | Repórter                   |                 |
| 1996 | Leonardo Pareja                    | Ele mesmo                  | Documentário    |
| 2001 | Memórias Póstumas                  | Lobo Neves                 |                 |
| 2006 | Trair e Coçar é só Começar         | Cláudio                    |                 |
| 2008 | A Mulher do meu Amigo              | Rui                        |                 |
| 2009 | Cabeça a Prêmio                    | Abílio                     |                 |
| 2011 | Riscado                            | Oscar                      |                 |
| 2012 | Billi Pig                          | Seu Boca                   |                 |
| 2012 | Reis e Ratos                       | Major Esdras               |                 |
| 2012 | O Gorila                           | Afrânio (Gorila)           |                 |
| 2013 | Giovanni Improtta                  |                            |                 |
| 2013 | Minutos Atrás                      | Nildo                      |                 |
| 2014 | Alemão                             | Doca                       |                 |
| 2015 | Depois de Tudo                     | Marcos                     | Também produtor |
| 2016 | Entre Idas e Vindas                | Gorila (voz)               |                 |
| 2016 | Um Homem Só                        | Mascarenhas                |                 |
| 2017 | D.P.A - O Filme                    | Jaime Quadros              |                 |
| 2018 | Benzinho                           | Klaus                      |                 |
| 2018 | O Beijo no Asfalto                 | Amado Ribeiro              |                 |
| 2018 | O Paciente - O Caso Tancredo Neves | Dr. Renault Mattos Ribeiro |                 |
| 2019 | Chorar de Rir                      | Jaimelito                  |                 |
| 2019 | Três Verões                        | Edgar Lira                 | [ 17 ]          |
| 2021 | L.O.C.A.                           | Estevão                    |                 |
| 2021 | O Silêncio da Chuva                | Aurélio                    |                 |
| 2021 | Galeria Futuro                     | Kodak                      |                 |
| 2022 | O Palestrante                      | Sandoval                   | [ 18 ]          |
| 2023 | Nas Ondas da Fé                    | Edgar Pacheco              |                 |
| 2024 | As Polacas                         | Delegado Orlando           | [ 19 ]          |

### Videoclipes
| Ano  | Single           | Artista         | Álbum       |
| ---- | ---------------- | --------------- | ----------- |
| 1989 | "Amigo do Amigo" | Skowa e a Máfia | La Famiglia |

## Teatro

### Como Diretor
- 2010 - Adorável Desgraçada
- 2010 - Decameron: A Comédia do Sexo

## Prêmios e indicações
| Ano  | Prêmio                                             | Categoria                                 | Nomeações                          | Resultado |
| ---- | -------------------------------------------------- | ----------------------------------------- | ---------------------------------- | --------- |
| 2003 | Prêmio Contigo! de TV                              | Melhor Ator Coadjuvante                   | Desejos de Mulher                  | Indicado  |
| 2006 | Prêmio Arte Qualidade Brasil                       | Melhor Ator de Humorístico                | Sob Nova Direção                   | Indicado  |
| 2009 | Festcine Goiânia - Festival do Audiovisual         | Melhor Ator Coadjuvante                   | Cabeça a Prêmio                    | Venceu    |
| 2011 | Prêmio Guarani de Cinema Brasileiro                | Melhor Ator Coadjuvante                   | Cabeça a Prêmio                    | Indicado  |
| 2012 | Festival Internacional de Cinema do Rio            | Melhor Ator                               | O Gorila                           | Venceu    |
| 2015 | Festival de Cinema de Gramado                      | Melhor Ator Coadjuvante                   | Um Homem Só                        | Venceu    |
| 2015 | Festival de Cinema Itinerante da Língua Portuguesa | Melhor Ator (menção honrosa)              | Alemão                             | Venceu    |
| 2019 | Prêmio Guarani de Cinema Brasileiro                | Melhor Ator Coadjuvante                   | Benzinho                           | Indicado  |
| 2019 | Grande Prêmio do Cinema Brasileiro                 | Melhor Ator                               | Benzinho                           | Indicado  |
| 2019 | Grande Prêmio do Cinema Brasileiro                 | Melhor Ator Coadjuvante                   | O Beijo no Asfalto                 | Indicado  |
| 2019 | Grande Prêmio do Cinema Brasileiro                 | Melhor Ator Coadjuvante                   | O Paciente - O Caso Tancredo Neves | Indicado  |
| 2021 | Prêmio Platino                                     | Mejor Interpretación Masculina de Reparto | Três Verões                        | Indicado  |
| 2021 | Grande Prêmio do Cinema Brasileiro                 | Melhor Ator Coadjuvante                   | Três Verões                        | Indicado  |
| 2022 | Festival Sesc Melhores Filmes                      | Melhor Ator Nacional                      | Galeria Futuro                     | Indicado  |
| 2022 | Festival Sesc Melhores Filmes                      | Melhor Ator Nacional                      | O Silêncio da Chuva                | Indicado  |
| 2022 | Festival de Gramado                                | Melhor Ator                               | O Clube dos Anjos                  | Indicado  |
| 2023 | Prêmio Guarani de Cinema Brasileiro                | Melhor Ator                               | O Clube dos Anjos                  | Pendente  |
| 2024 | Prêmio Prio do Humor - RJ                          | Melhor Performance                        | O Caso                             | Pendente  |